# ブラチスラヴァ中央駅
座標: 北緯48度09分30秒 東経17度06分25秒 / 北緯48.15833度 東経17.10694度

ブラチスラヴァ中央駅（スロバキア語: Bratislava hlavná stanica）はスロバキアの首都ブラチスラヴァにある主要鉄道駅。国内列車のほか、ドイツ、チェコ、ポーランド、ハンガリー、オーストリアの周辺各国を結ぶ国際列車の発着駅である。

## 概要

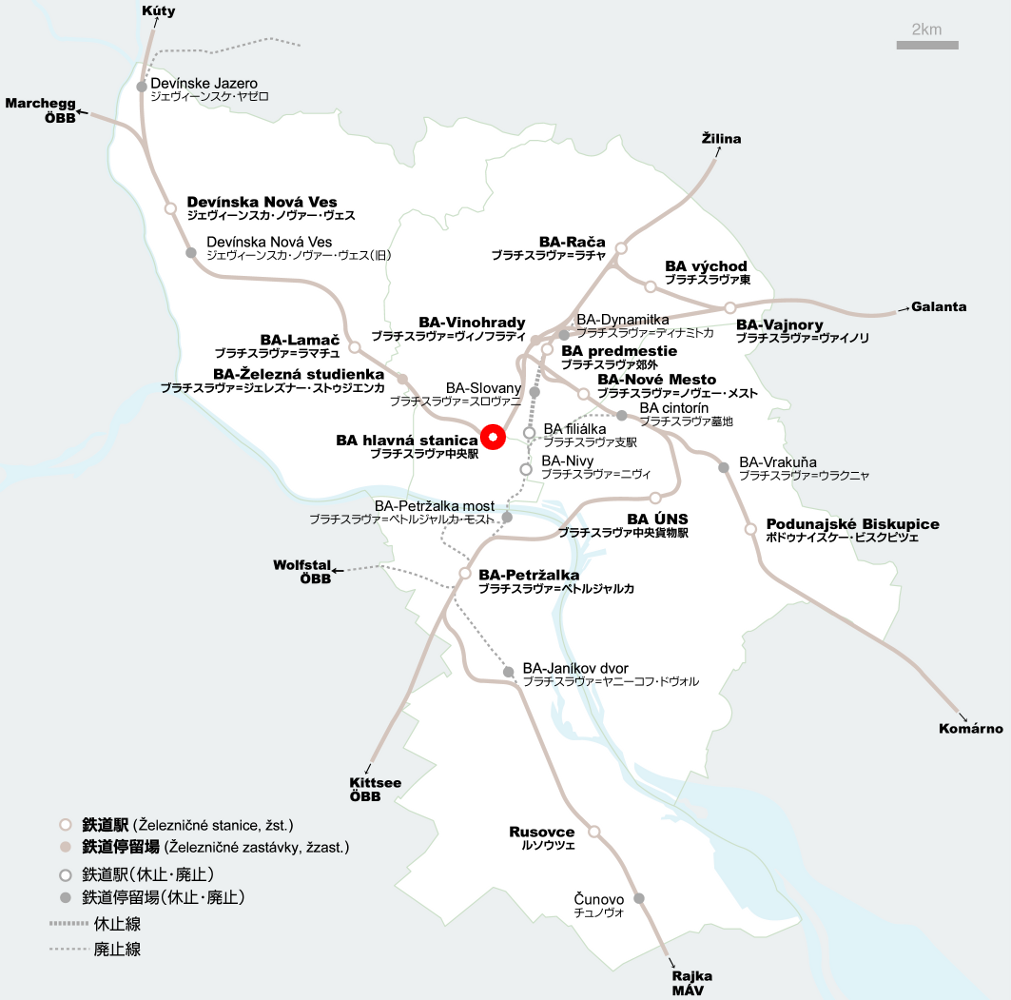
ブラチスラヴァ中央駅の位置

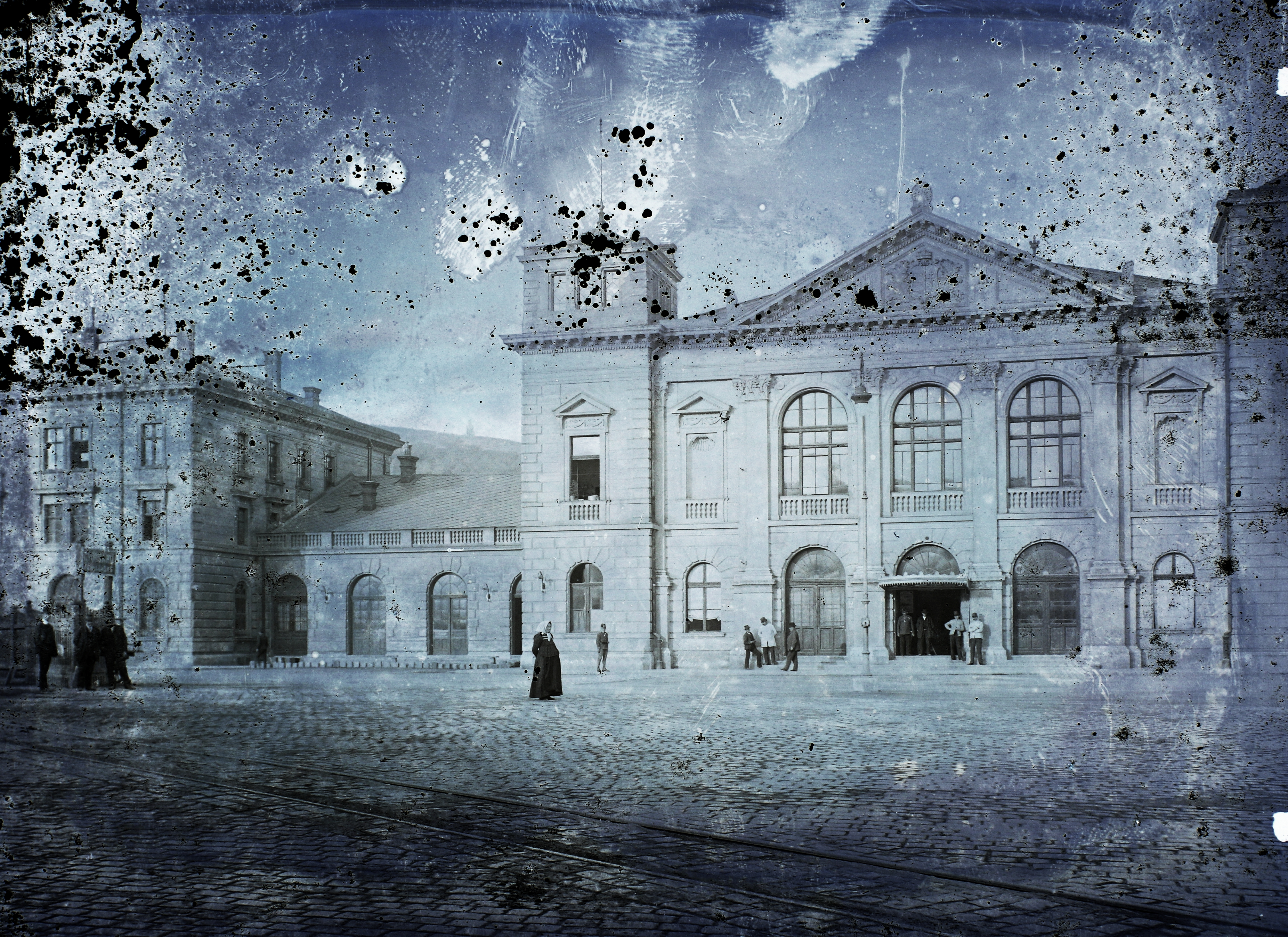
初代駅舎。二代目建設時に撤去され駅前広場への取り付け道路が設けられた。左端の建物は共和国警察隊鉄道警察総局庁舎として現存（1903年）

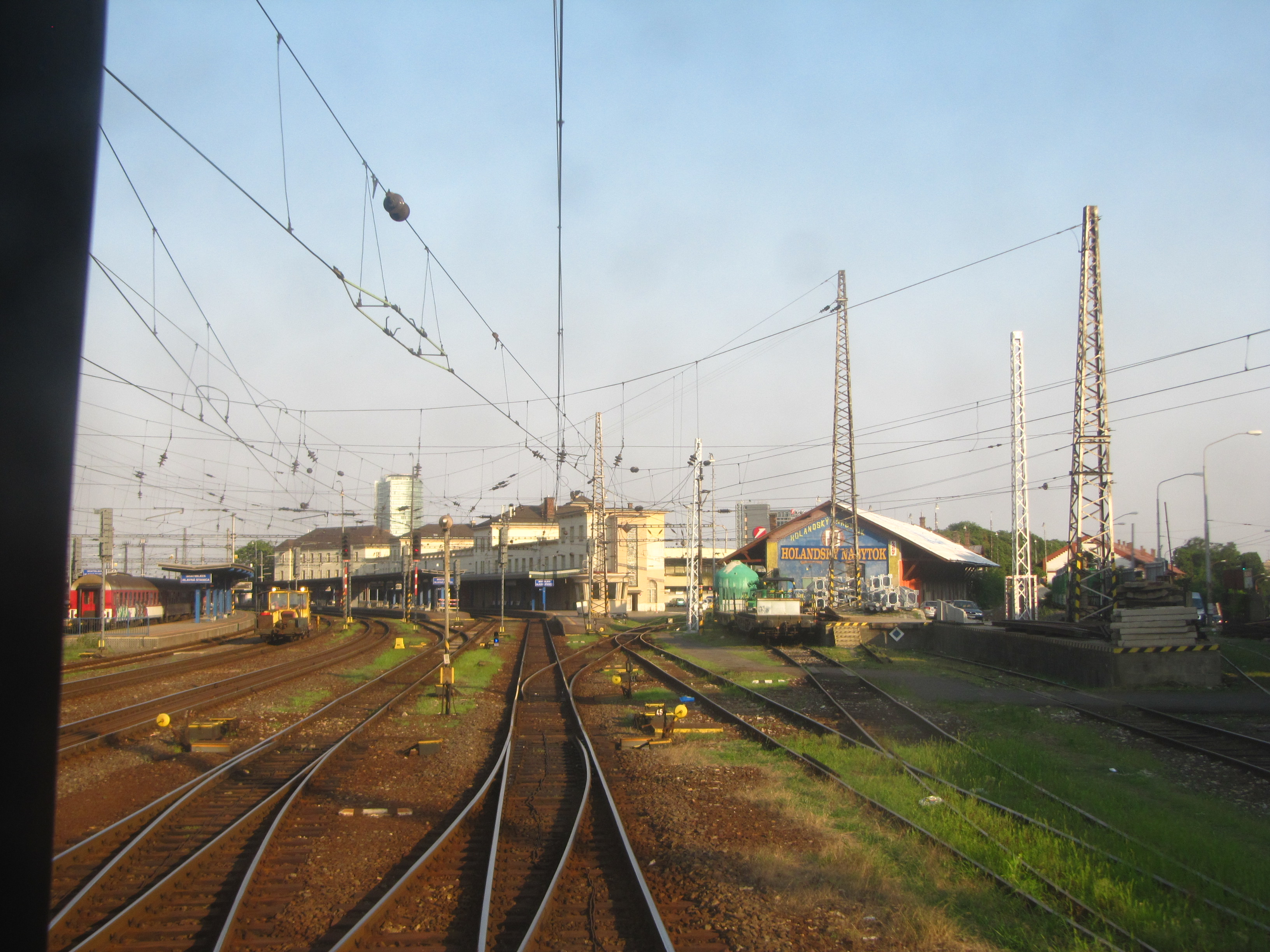
ブルノ方から望む駅構内。右側は1848年開業時の旧駅構内に相当し、奥に国鉄の交通博物館がある（2012年）

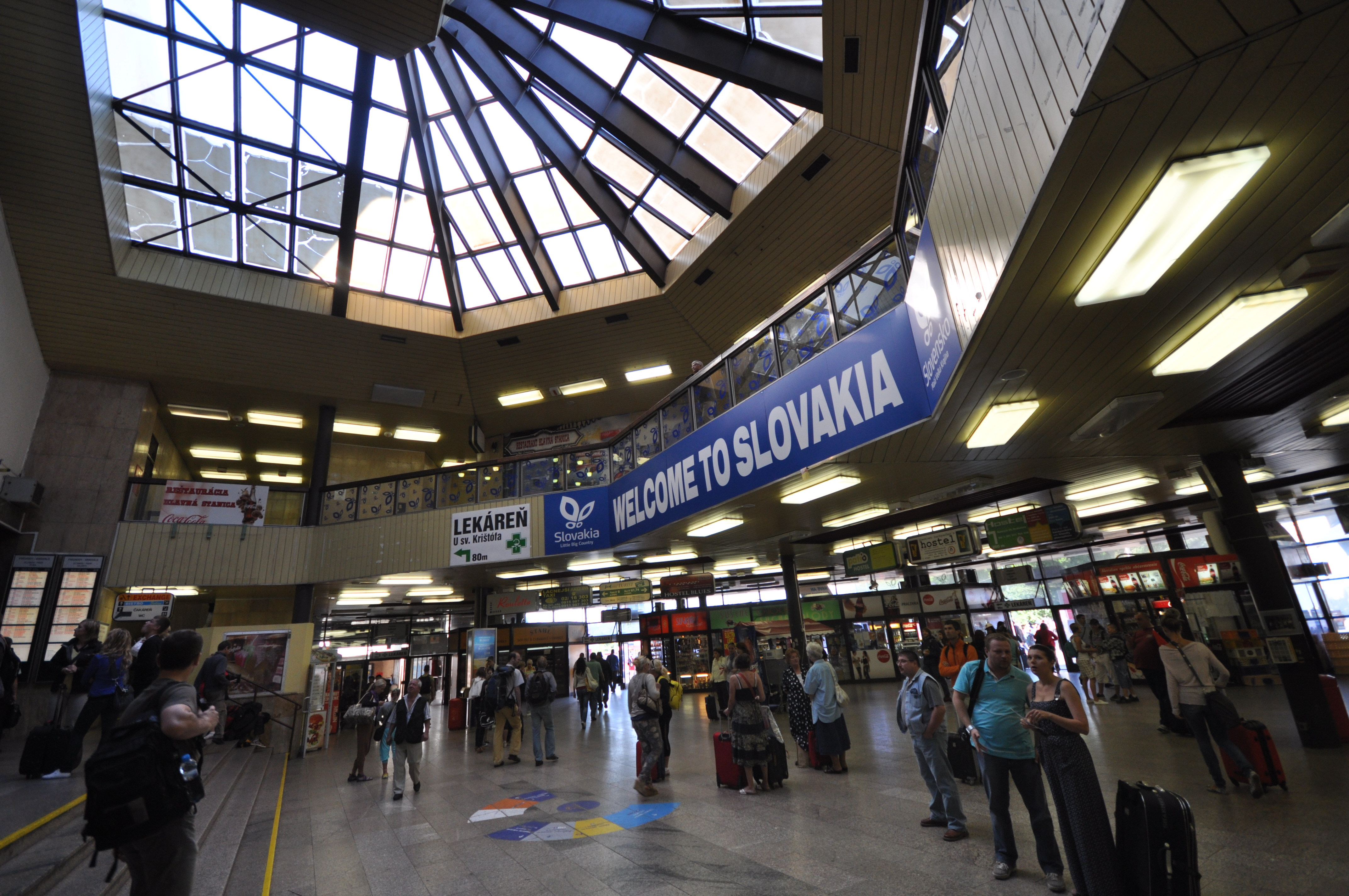
3代目駅舎内部（2012年）

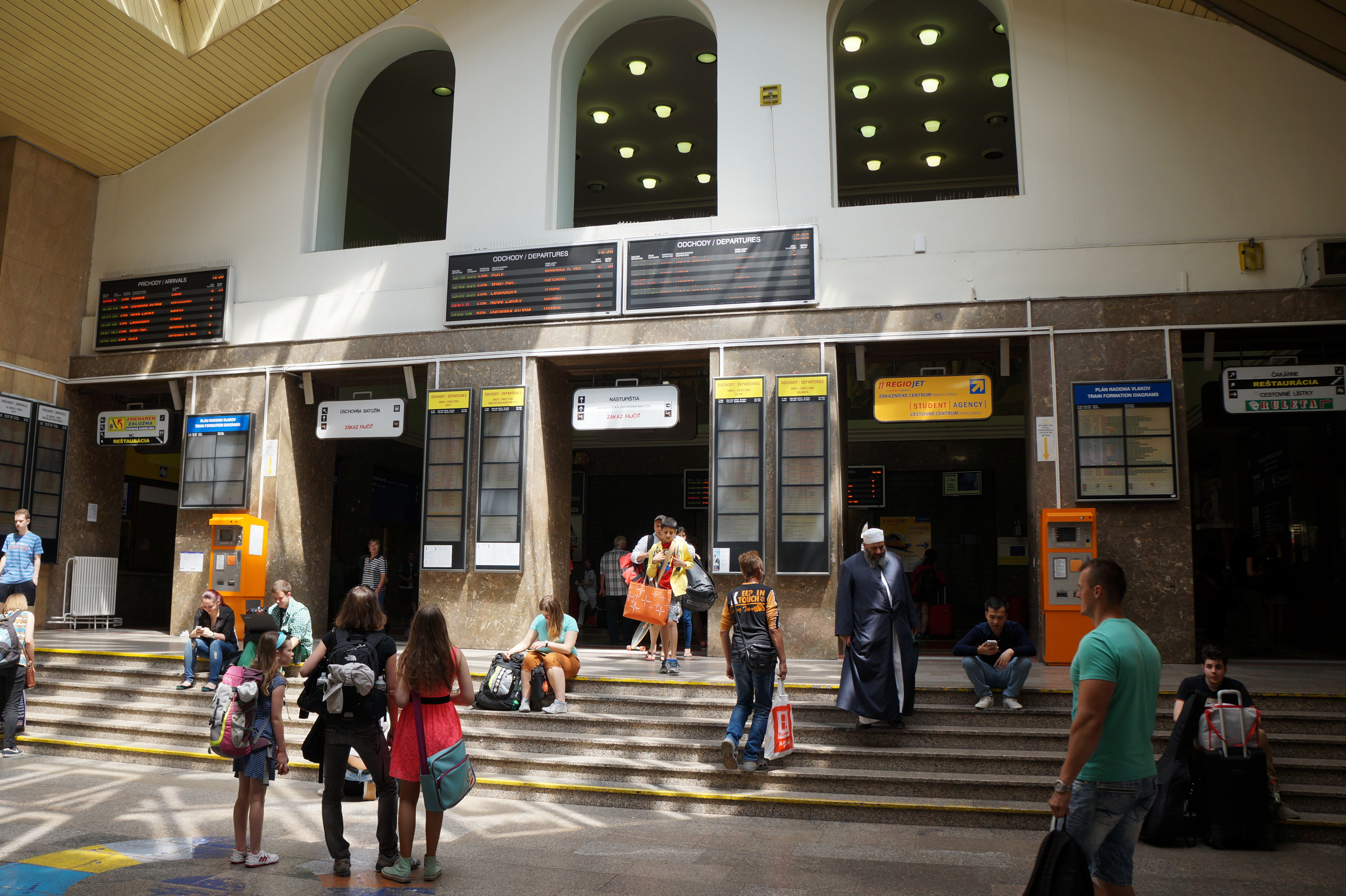
3代目駅舎内部に取り込まれた2代目駅舎正面玄関部分（2014年）

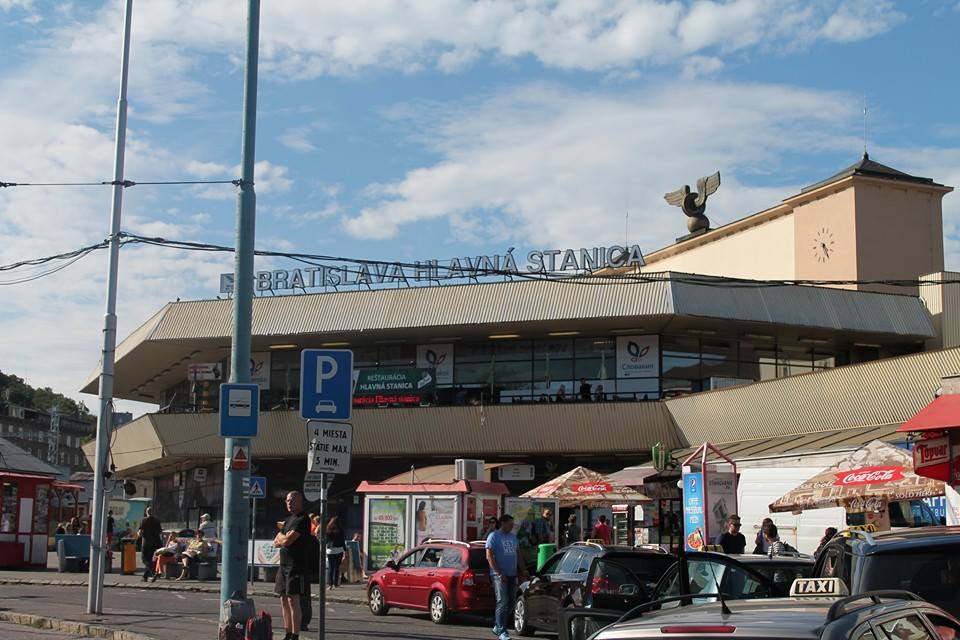
3代目駅舎の右後方に見える2代目駅舎とオレナ・マンジチョヴァー作「有翼車輪」（2014年）

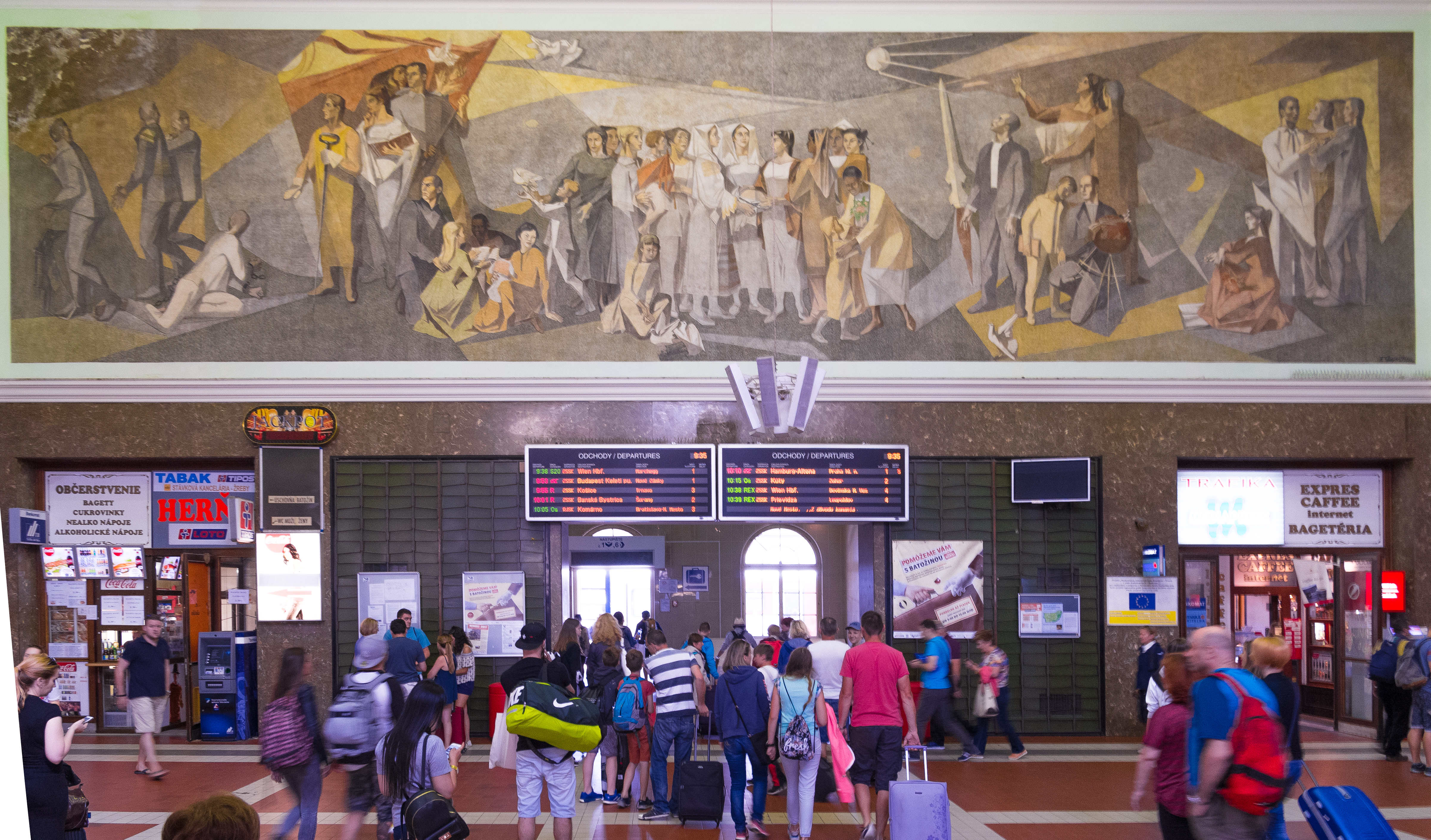
フランチシェク・ガイドシュ作「社会主義叙事詩」（2017年）

ブラチスラヴァ市旧市街区北辺の新市街区との境に位置し、シャンツォヴァー通りから北に延びる駅前広場（Predstaničné námestie）の突き当たりにある。現駅舎は1871年建築の2代目駅舎と、その正面玄関前にコンコースとして1989年に増築した3代目駅舎で、3代目駅舎はその形状から「スクレニーク」（Skleník、温室）と呼ばれている。
1840年代にオーストリア帝国内で企画されたウィーン - ブラチスラヴァ - ブダペスト間鉄道のうち、ハンガリー中央鉄道（ハンガリー語:MKpV, Magyar Középponti Vaspálya Társaság）がハンガリー領内で1848年に開業したマルヒェック-ブラチスラヴァ間（のちマルヘック東部鉄道、現・ŽSRブラチスラヴァ中央駅 - クーティ - ランジュホト線ブラチスラヴァ中央駅 - ジェヴィーンスカノヴァーヴェス間、ジェヴィーンスカノヴァーヴェス - マルヒェック線およびÖBB-INFRAシュタットラウ - マルヒェック国境線マルヒェック - マルヒェック国境間）の頭端式ターミナル駅として、シャンツォヴァー通りに開業した。
ハンガリー中央鉄道が帝室特認南東国家鉄道（ドイツ語:SöStB, k.k. Südöstliche Staatsbahn）として国有化された1850年、ヴァーツ-ブラチスラヴァ間（現・ŽSRソブ - シュトゥーロヴォ - ブラチスラヴァ中央駅線およびMÁV Zrt.ブダペスト＝ニューガティ鉄道駅 - ソブ国境線ヴァーツ - ソブ国境間）が開業しブラチスラヴァ - ブダペスト間の運行を開始した。
のち南東国家鉄道の民間売却で設立されたフランス資本のオーストリア国家鉄道（StEG）時代の1871年、ウィーン＝シュタットラウ - マルヒェック間（現・ÖBB-INFRAシュタットラウ - マルヒェック国境線ウィーン＝シュタットラウ - マルヒェック間）が開業してウィーンとブダペストが結ばれた際、構内配線が通過式に変更され、北側の現在位置に2代目の駅舎が建設された。
1883年にはヴァーグヴェルジ鉄道（ハンガリー語:VVV, Vágvölgyi vasút、旧ブラチスラヴァ-セレジュ市街間馬車鉄道、現・ŽSRプーホウ - ブラチスラヴァ中央駅線トルナヴァ - ブラチスラヴァ＝ラチャ間およびセレジュ - トルナヴァ線）のブラチスラヴァ＝ラチャ鉄道駅とブラチスラヴァ中央駅を結ぶ短絡線が開通し、3路線のターミナル駅となった。
当時のブラチスラヴァ中央駅の貨物ホームには、ワイン積み卸し施設「ヴィーノヴォド」（Vínovod）と、弾薬積み卸し施設「パトローンキ」（Patrónky）が設けられていた。「ワイン水道」を意味するヴィーノヴォドは、ブラチスラヴァ中央駅からワインセラーに敷設されたワイン用輸送管で、列車からワインを輸送管に流し込んで直接ワインセラーの樽にワインを注入することができた。パトローンキは当時ブラチスラヴァ市新市街区にあったノーベル社ダイナマイト工場で製造していた弾薬のカートリッジ（patróny）にちなんで名付けられた貨物用索道で、砲弾類をホームに直接運び込むことができた。のち旅客の増加によって貨物施設は郊外に移転し、旅客駅化した。
第二次世界大戦後のブラチスラヴァ市街地の発展に伴い、中心部に近い旧ブラチスラヴァ＝ノヴェー・メスト鉄道駅（1962年、ブラチスラヴァ＝ニヴィ鉄道駅に改称。1985年廃止）をターミナル駅としていたブラチスラヴァ - コマールノ鉄道線とライカ - ブラチスラヴァ鉄道線について、市街地を迂回するルートが計画された。
1954年にコマールノ - ブラチスラヴァ＝ニヴィ線（現・ŽSRコマールノ - ブラチスラヴァ＝ノヴェーメスト線）ブラチスラヴァツィントリーン停留場からブラチスラヴァ中央駅を結ぶ短絡線・ブラチスラヴァ＝ノヴェーメスト - ブラチスラヴァ中央駅線が供用を開始。1985年にはドナウ川を渡るドゥクラ英雄橋（現・プリースタウ橋、Prístavný most）の完成でブラチスラヴァ＝ノヴェーメスト - ブラチスラヴァ中央貨物駅 - ブラチスラヴァ＝ペトルジャルカ間の供用が始まり、ブラチスラヴァ＝ノヴェーメスト - ブラチスラヴァ中央駅線を経由してライカ - ブラチスラヴァ鉄道線も乗り入れる5路線のターミナル駅として利用客が急増した。このため1988年には2代目駅舎を残したままコンコースの拡張増築として3代目駅舎が着工し、翌1989年に供用を開始した。
当時、現駅構内の東側に新しい駅構内および駅舎を建設して移転する計画があり、コンコース増築は新駅供用開始までの応急的な対応の位置づけだったが、同年のビロード革命で社会主義政権が崩壊したことなどから、結局新駅移転は実現しなかった。

## 現状
1848年開業時の初代駅舎の一部は現在、内務省鉄道警察総局（Generálne riaditeľstvo Železničnej polície）庁舎に使用され、隣接する当時の駅構内は、機関区およびスロバキア国鉄が運営するブラチスラヴァ交通博物館（Múzeum dopravy Bratislava）に転用されている。
首都の玄関駅としては小規模で、民主化およびその後の欧州の鉄道オープンアクセスオペレーター化や経済成長、貨物輸送のインターモーダル化進展に伴い、通過する貨物列車本数が急増し線路容量が限界に達していることが大きな課題となっている。1967年に架設された構内架線吊下設備の全面的な更新工事が2012年5月から2013年6月にかけて段階的に実施され、この間、中央駅発着列車の大規模な運行ダイヤ変更が行われた。

### プラットホーム
プラットホーム（Nástupištia）は1番から6番までの6面あり、1番ホームと6番ホームは単式、その他は島式である。2番ホームと3番ホームの間に主に貨物列車用に使用される中線が2本設けられている。3番ホームにある10番線は有効長13両で最も長い。
駅本屋に面した1番ホームは駅舎から直接出入りすることができ、2～5番ホームは3本の連絡地下道から出入りできるが、エレベーターを設けてバリアフリー化されている地下道は1本のみである。使用頻度が最も低い6番ホームは1番ホームのジリナ方に地続きで設けられており、1番ホーム経由で出入りできる。

### 芸術作品
第二次世界大戦前のチェコスロバキアで活躍したスロバキア人女性彫刻家、オレナ・マンジチョヴァー（1902年-1975年）が1939年に制作したブロンズ彫像「有翼車輪（Okrídlené koleso）」が3代目駅舎の奥にある2代目駅舎の正面ファサード上に現存する。
また2代目駅舎内コンコースには、1番ホームおよび連絡地下道入口上方の壁面全体に画家、フランチシェク・ガイドシュ（1921年-）が社会主義リアリズムに基づいて1960年に制作したフレスコ画「社会主義叙事詩」がある。 